# Descendentes de Henrique VII de Inglaterra
Henrique VII foi o Rei de Inglaterra e Senhor da Irlanda de 1485 a 1509, tendo ascendido ao trono inglês após um extenso período de conflitos dinásticos conhecido como Guerra das Rosas. Seu reinado é amplamente considerado pelos estudiosos como um período de reestruturação e modernização da sociedade civil inglesa e do próprio sistema monárquico, tendo lançado as bases de diversas tradições políticas que se mantém presentes ainda hoje na monarquia britânica.
Como primeiro monarca inglês da Casa de Tudor, Henrique VII é o ancestral de uma longa sequências de monarcas e nobres ingleses que sucederam-lhe ao longo dos séculos seguintes. Através de sua filha Margarida Tudor, Henrique VII também é ancestral dos monarcas escoceses da Casa de Stuart. Durante o reinado de seu bisneto Jaime VI da Escócia, os tronos de Inglaterra e Escócia foram unificados sob a União das Coroas de 1603, uma das primeiras medidas que levariam gradualmente à Formação do Reino Unido no século XVIII.

## Descendentes de Henrique VII

### Filhos
| Filho | Filho                                              | Nascimento                                                                                     | Casamento e descendência                                                                                              | Morte                 |
| ----- | -------------------------------------------------- | ---------------------------------------------------------------------------------------------- | --- | --------------------- |
|       | Artur Príncipe de Gales                            | 20 de setembro de 1486 Priorado de Saint Swithu — ♦ — filho de Henrique VII e Isabel de Iorque | Catarina de Aragão 14 de setembro de 1501 sem filhos                                                                  | 2 de abril de 1502    |
|       | Margarida Rainha Consorte da Escócia               | 28 de novembro de 1489 Palácio de Westminster — ♦ — filha de Henrique VII e Isabel de Iorque   | Jaime IV da Escócia 25 de janeiro de 1503 6 filhos                                                                    | 18 de outubro de 1541 |
|       | Henrique Príncipe de Gales                         | 28 de junho de 1491 Palácio de Placentia — ♦ — filho de Henrique VII e Isabel de Iorque        | Catarina de Aragão 11 de junho de 1509 1 filha                                                                        | 28 de janeiro de 1547 |
|       | Princesa Isabel                                    | 2 de julho de 1492 Palácio de Richmond — ♦ — filha de Henrique VII e Isabel de Iorque          | – | 14 de julho de 1501   |
|       | Maria Rainha Consorte de França Duquesa de Suffolk | 18 de março de 1496 Palácio de Sheen — ♦ — filha de Henrique VII e Isabel de Iorque            | Luís XII de França 13 de agosto de 1514 sem filhos — ♦ — Carlos Brandon, Duque de Suffolk 3 de março de 1515 3 filhos | 25 de junho de 1533   |
|       | Edmundo Duque de Somerset                          | 21 de fevereiro de 1499 Palácio de Placentia — ♦ — filho de Henrique VII e Isabel de Iorque    | – | 19 de junho de 1500   |

### Descendentes por Margarida Tudor
- Margarida Tudor (1489 - 1541) e  Jaime IV da Escócia (1473 - 1513)
  - Jaime, Duque de Rothesay (1507–1508)
  - Artur, Duque de Rothesay (1509–1510)
  -  Jaime V da Escócia (1512-1542)
    -  Maria I da Escócia (1542–1587)
      -  Jaime VI da Escócia e I de Inglaterra (1566–1625)
        - Henrique Frederico, Príncipe de Gales (1594–1612)
        - Isabel Stuart, Rainha da Boêmia (1596–1662)
          - Henrique Frederico, Príncipe do Platinado (1614-1629)
          - Carlos I Luís, Eleitor Palatino (1617-1680)
            - Carlos II, Eleitor Palatino (1651-1685)
            - Isabel Carlota do Palatinado (1652-1722)
              - Filipe II, Duque de Orleães (1674-1723)
              - Isabel Carlota de Orleães (1676-1744)

          - Isabel do Palatinado (1618-1680)
          - Ruperto, Conde do Palatinado (1619-1682)
          - Maurício do Platinado (1621-1652)
          - Luísa Holandina do Palatinado (1622-1709)
          - Eduardo, Conde Palatino de Simmern (1625–1663)
          - Henriqueta Maria do Palatinado (1626-1651)
          - João Felipe Frederico do Palatinado (1627-1650)
          - Carlota do Palatinado (1628-1631)
          - Sofia, Eleitora de Hanôver (1630-1714)
            -  Jorge I da Grã-Bretanha (1660-1727)
              -  Jorge II da Grã-Bretanha (1683-1760)
                - Frederico, Príncipe de Gales (1707-1751)
                  -  Jorge III do Reino Unido (1738-1820)
                    -  Jorge IV do Reino Unido (1762-1830)
                    -  Guilherme IV do Reino Unido (1765-1837)
                    - Eduardo, Duque de Kent e Strathearn (1767-1820)
                      -  Vitória do Reino Unido (1819-1901)
                        -  Eduardo VII do Reino Unido (1841-1910)
                          -  Jorge V do Reino Unido (1865-1936)
                            -  Eduardo VIII do Reino Unido (1894-1972)
                            -  Jorge VI do Reino Unido (1895-1952)
                              -  Isabel II do Reino Unido (1926-2022)
                                -  Carlos III do Reino Unido (1948-)
                                  - (1)  Guilherme, Príncipe de Gales (n. 1982)
                                    - (2) Jorge de Gales (n. 2013)

                    -  Ernesto Augusto I de Hanôver (1771–1851)
                      -  Jorge V de Hanôver (1819–1878)
                        - Ernesto Augusto, Príncipe Herdeiro de Hanôver (1845–1923)
                        - Frederica de Hanôver (1848–1926)
                        - Maria de Hanôver (1849–1904)

                - Sofia Doroteia de Hanôver (1687-1757)

            - Maximiliano Guilherme de Brunsvique-Luneburgo (1666-1726)
            - Sofia Carlota de Hanôver (1668-1705)
            - Ernesto Augusto, Duque de Iorque e Albany (1674-1728)

        - Margarida Stuart (1598–1600)
        -  Carlos I de Inglaterra (1600–1649)
          - Carlos Jaime, Duque da Cornualha e Rothesay (1629)
          -  Carlos II de Inglaterra (1630-1665)
            - Jaime Scott, Duque de Monmouth (1649-1685)
            - Anne Lennard, Condessa de Sussex (1661-1722)
            - Carlos FitzRoy, Duque de Cleveland (1662–1730)
            - Henry FitzRoy, Duque de Grafton (1663-1690)
              - Charles FitzRoy, Duque de Grafton (1683–1757)

            - Charlotte Lee, Condessa de Lichfield (1664-1718)
            - George FitzRoy, Duque de Northumberland (1665-1716)
            - Carlos Beauclerk, Duque de St Albans (1670-1726)
            - Carlos Lennox, Duque de Richmond (1672-1723)

          - Maria, Princesa Real (1631-1660)
            -  Guilherme III de Inglaterra

          -  Jaime II de Inglaterra (1633-1701)
            - Carlos, Duque de Cambridge (1660-1661)
            - Maria II de Inglaterra (1662-1694)
            - Jaime, Duque de Cambridge (1663-1667)
            -  Ana da Grã-Bretanha (1665-1714)
            - Carlos, Duque de Kendal	(1666-1667)
            - Edgar, Duque de Cambridge (1667-1671)

          - Isabel, Princesa da Inglaterra (1635-1650)
          - Ana, Princesa da Inglaterra (1637-1640)
          - Catarina, Princesa da Inglaterra	(1639)
          - Henrique, Duque de Gloucester (1640-1660)
          - Henriqueta Ana, Duquesa de Orleães (1644-1670)

        - Roberto Stuart (1602)
        - Maria Stuart (1605–1607)
        - Sofia de Inglaterra (1607)

    - Jaime, Conde de Moray (1531–1570)

  - Alexandre, Duque de Ross (1514–1515)

### Descendentes por Henrique VIII
- Henrique VIII de Inglaterra (1491 - 1547) e  Catarina de Aragão (1485 - 1536)
  - Henrique, Duque da Cornualha (1511)
  -  Maria I da Inglaterra (1516-1558)

- Henrique VIII de Inglaterra (1491 - 1547) e Elizabeth Blount (1502 - 1540)
  - Henrique Fitzroy, Duque de Richmond e Somerset (1519-1536)

- Henrique VIII de Inglaterra (1491 - 1547) e  Ana Bolena (1507 - 1536)
  -  Isabel I de Inglaterra (1533-1603)

- Henrique VIII de Inglaterra (1491 - 1547) e  Joana Seymour (1508 - 1537)
  -  Eduardo VI de Inglaterra (1537-1553)

### Descendentes por Maria Tudor
- Maria Tudor (1496 - 1533) e  Carlos Brandon, Duque de Suffolk (1484 - 1545)
  - Henrique Brandon, Conde de Lincoln (1523–1534)
  - Francisca Brandon, Marquesa de Dorset (1517-1559)
    -  Joana Grey (1537-1554)
    - Catarina, Condessa de Hertford (1540-1568)
      - Eduardo Seymour, Lorde Beauchamp (1561–1612)

    - Maria Grey (1545-1578)